# A6 - Autopista de l'Alentejo
L'Autoestrada A6 (autopista A6) o Autoestrada do Alentejo (autopista de l'Alentejo) és una autopista portuguesa, que connecta Marateca amb Elvas, continuant fins a la frontera amb Espanya, connectant la regió de l'Àrea Metropolitana de Lisboa amb les subregions Alentejo Central i Alt Alentejo, pertanyents a la Regió de l'Alentejo, amb una longitud total de 157,9 km.
Acabat el 1999, és el principal enllaç entre Lisboa i Espanya, sostenint l'important eix Lisboa-Madrid. És part integral, en tota la seva extensió, de l'IP7, i de la carretera europea 90.
Aquesta autopista comença a l'autopista sud de Marateca, segueix pels paisatges de l'Alt Alentejo fins a Montemor-o-Novo, Évora i després a la zona de marbre de la Serra d'Ossa - Estremoz, Borba i Elvas, i acaba prop de la frontera de Caia. A Caia, l'A6 connecta amb l'autopista A-5, que acaba a Madrid, passant per Badajoz i Mèrida.
L'A6 està concedida per Brisa i té peatges, excepte entre Elvas (oest) i la frontera Caia/Badajoz. L'1 de gener de 2023, el trajecte entre Lisboa (Fogueteiro) i Elvas costa 17,85 € per a un vehicle de classe 1.